# Джордж ван Кліф
Джордж ван Кліф (англ. George Van Cleaf, 8 жовтня 1879 — 6 січня 1905) — американський плавець і ватерполіст.
Олімпійський чемпіон 1904 року.